# Hawaiian Ocean View
Hawaiian Ocean View è un census-designated place (CDP) degli Stati Uniti d'America, situato nello stato delle Hawaii, nella contea di Hawaii. È il punto più a sud degli Stati Uniti